# Sylvilagus palustris
Il coniglio delle paludi (Sylvilagus palustris (Bachman, 1837)) è un mammifero della famiglia Leporidae diffuso nelle paludi e nelle aree umide degli Stati Uniti orientali.

## Descrizione
È molto simile nell'aspetto alla minilepre (Sylvilagus floridanus), ma ha le orecchie e la coda più piccole.

## Tassonomia
Sono note 3 sottospecie:
- Sylvilagus palustris palustris
- Sylvilagus palustris hefneri
- Sylvilagus palustris paludicola